# فرار در سراسر شب (فیلم ۲۰۱۵)
فرار در سراسر شب (به انگلیسی:Run all Night) فیلمی آمریکایی فیلم اکشن و تریلر به کارگردانی ژائومه کولت-سرا و با نویسندگی براد اگلزبی است. این فیلم در ۱۳ مارس ۲۰۱۵ منتشر شد.

## داستان فیلم
جیمی کانلون، خلافکار و آدمکش، یک شب مجبور می‌شود، تا بین دو نفر یکی را انتخاب کند: پسر غریبه‌اش، مایک، که زندگی اش به خطر افتاده‌است یا بهترین دوست قدیمی اش، شان مگوایر سردسته خلافکارها، که می‌خواهد انتقام خون پسر خود را از مایک بگیرد.